# Tajjibat al-Ism (Aleppo)
Tajjibat al-Ism (arab. طيبة الاسم) – wieś w Syrii, w muhafazie Aleppo, w dystrykcie Dajr Hafir. W 2004 roku liczyła 383 mieszkańców.